# Superfood
Superfood – termin marketingowy wykorzystywany do określania nieprzetworzonej żywności pochodzenia naturalnego, bogatej w składniki odżywcze, których ilość i właściwości mają działać korzystnie na organizm człowieka.
Termin po raz pierwszy został użyty przez Aarona Mossa w czasopiśmie „Nature Nutrition” w 1998. Określenie to szybko stało się wykorzystywanym hasłem w artykułach, pojawiających się w gazetach i czasopismach, które miały za zadanie poszerzyć wiedzę na temat zdrowego odżywiania oraz zaleceń dietetycznych. Bardzo szybko pojęcie super żywności zostało wykorzystane przez marketingowców i przemysł spożywczy, tak aby ich produkty były bardziej atrakcyjne dla klientów.

## Definicja
Nie ma jednej definicji charakteryzującej superfood. Oxford English Dictionary opisuje superfood jako „żywność bogatą w składniki odżywcze uważane za szczególnie korzystne dla zdrowia i dobrego samopoczucia”, natomiast słownik Merriam-Webster pomija wszelkie odniesienia do zdrowia i definiuje je jako „superskładnik odżywczy żywności, pochodzący z witamin, minerałów, błonnika, przeciwutleniaczy lub składniki odżywcze”.
Zwolennicy terminu określają superfood jako nieprzetworzone produkty spożywcze, którym przypisywane są cudowne właściwości; które dostarczają do organizmu znaczne ilości witamin, minerałów, substancji bioaktywnych, enzymów, aminokwasów, kwasów tłuszczowych omega-3. Według nich mają one działanie antyoksydacyjne, chronią organizm przed wieloma chorobami, oraz posiadają właściwości lecznicze w przypadku raka, chorób serca, osteoporozy czy miażdżycy, a także zwiększają długość życia. Jednak Cancer Research UK, zajmująca się wspieraniem badań na temat raka, twierdzi, że superfood „to tylko narzędzie marketingowe”, tłumacząc, iż zdrowa i zbalansowana dieta może zmniejszyć ryzyko raka, ale nie istnieje jedno konkretne jedzenie, które samodzielnie zniweluje takie ryzyko.
Inna próba zdefiniowania superfood zakłada, że w ten sposób nazwać można żywność, którą cechuje wyjątkowo duża ilość mikroskładników odżywczych, przypadająca na każde 100 kcal produktu. Innymi słowy jest to wysoki współczynnik tzw. gęstości odżywczej do gęstości energetycznej.

## Przykłady
Superfood jest silnie warunkowane modą, dlatego stworzenie listy tego, co jest uważane przez zwolenników terminu za superfood, a co nie, jest praktycznie niemożliwe. Wiele list superfood zawiera jednakowe przykłady produktów, którym przypisywane są wyjątkowe wartości odżywcze. Zaliczane są do nich m.in.: jagody, orzechy, nasiona, zielone warzywa, owoce cytrusowe, tłuste ryby, pełnoziarniste pieczywo, jednak mimo tego np. jagody nie mają nadzwyczajnej ilości składników odżywczych.

## Krytyka
Spożywanie pokarmów bogatych w wartości odżywcze jest wskazane i zalecane przez specjalistów od dietetyki i naukowców, jednak termin „superfood” jest często przez nich krytykowany jako zwykłe narzędzie marketingowe.
Od 2007 roku Europejski Urząd ds. Bezpieczeństwa Żywności (EFSA) zakazała wprowadzania do obrotu produktów oznaczonych jako „superfood”, jeśli nie posiadają one oświadczenia medycznego popartego wiarygodnymi badaniami naukowymi.